# Гацунаев, Николай Константинович
Николай Константинович Гацунаев (род. 12 октября 1933 года в Хиве — 27 сентября 2022 года) — советский, узбекский и российский писатель-фантаст, поэт, переводчик, журналист и литературный критик.

## Биография
Николай Гацунаев родился в Хиве в 1933 году в семье учителей, позже семья будущего писателя перебралась в Ургенч. После окончания школы Николай Гацунаев учился в Ташкентском педагогическом институте иностранных языков. После завершения обучения в вузе работал учителем в сельских школах Хорезмской области, преподавателем в педагогическом институте. Впоследствии Николай Гацунаев работал журналистом в областной газете, на областном телевидении, затем был заместителем главного редактора издательства имени Гафура Гуляма в Ташкенте. Некоторое время являлся членом ЦК Компартии Узбекистана. В 80-х годах XX века Николай Гацунаев был одним из организаторов семинаров Всесоюзного объединения молодых писателей-фантастов «Дурмень-88» в Ташкенте и «Борисфен-88» в Днепропетровске. С 1990 года был секретарём правления Союза писателей Узбекистана. После выхода на пенсию в 1995 году Николай Гацунаев перебрался на постоянное место жительства в Московскую область. Умер 27 сентября 2022 года.

## Литературное творчество
Литературное творчество Николай Гацунаев начал с публикации в 1959 году стихотворных произведений про свой родной город Хиву. Прозаические произведения писатель начал писать в 60-х годах XX века с повести «Айбугир». Известность пришла к Гацунаеву после публикации остросюжетной повести с элементами детектива «Непрочитанное письмо», которую писатель позже расширил и издал под названием «Серая кошка в номере на четыре человека». Впоследствии Николай Гацунаев написал ещё несколько фантастических повестей.
Самым известным его произведением является научно-фантастический роман «Звёздный скиталец», в котором рассказывается, как житель XXII века в связи с нежеланием служить в армии с помощью машины времени попадает в Хивинское ханство второй половины XIX века. После длительных блужданий по разным временным эпохам герой решает вернуться в родное время, чтобы именно там бороться с несправедливостью.
Николай Гацунаев известен также как литературный критик, составитель антологий фантастических произведений, переводчик. Он перевёл с узбекского языка на русский целый ряд творений узбекских писателей и поэтов, в частности, произведения писателя-фантаста Ходжиакбара Шайхова. Гацунаев является также автором документального издания «Хива», напечатанного на трёх языках — узбекском, русском и английском.

## Работы
Роман
- 1984 — Звёздный скиталец
- 1993 — Три двора на краю пустыни (отрывок)

Повести
- 1978 — Серая кошка в номере на четыре персоны
- 1980 — Концерт для фортепьяно с оркестром
- 1981 — Не оброни яблоко
- 1982 — Эхо далекой грозы (киноповесть)
- 1988 — Западня
- 1988 — Пришельцы
- 1988 — Экспресс «Надежда»

Поэмы и сборники поэзии
- 1967 — Южная осень (поэма)
- 1972 — Алые облака
- 1972 — Правота
- 1974 — Дэв-кала
- 1979 — Город детства

Документальные произведения
- 1981 — Хива
- 2000 — Географы и путешественники: Краткий биографический словарь

Эссе
- 1992 — Белый лось, полосатый верблюд, или Признание в Любви